# Grand-Boucan
Grand-Boucan este o comună din arondismentul Barradères, departamentul Nippes, Haiti, cu o suprafață de 44,49 km2 și o populație de 5.288 locuitori (2009).